# Drage (Pakoštane)
Drage su turističko mjesto pokraj Pakoštana. Nalazi se na pola puta između Zadra i Šibenika. Drage su mirno i tiho dalmatinsko mjesto i na prvi pogled osvajaju prirodnošću ambijenta. Razvedena obala s brojnim uvalama i šljunčanim plažama pružaju povoljne uvjete za razvoj turizma.

## Stanovništvo
| broj stanovnika | 48    |       | 114   | 121   | 219   | 269   |       | 395   | 512   | 541   | 677   | 649   | 746   | 758   | 805   | 893   | 933   |
|                 | 1857. | 1869. | 1880. | 1890. | 1900. | 1910. | 1921. | 1931. | 1948. | 1953. | 1961. | 1971. | 1981. | 1991. | 2001. | 2011. | 2021. |

## Gospodarstvo
Stanovnici Draga su se do prije petnaestak godina većinom bavili poljoprivredom, dok se sada stanovnici sve više bave uslužnim djelatnostima. U mjestu je jako razvijen turizam što pokazuje i turističko naselje Dolaška Draga u kojem ima preko 250 turističkih kuća. Do Draga se nalazi i PP Vransko jezero koje se proteže od Pakoštana do Prosike.

## O mjestu Drage
Drage se nalaze na središnjem dijelu hrvatskog Jadrana, a smještene su na prevlaci između Vranskog jezera i Jadranskog mora te pripadaju rubnom području Ravnih kotara. Najvažnije prirodno obilježje Draga je izrazita razvedenost obale i brojnost zaljeva - draga, kako onih na morskoj tako i na jezerskoj obali, pa odatle potječe i sam naziv naselja.  Geografske koordinate uvale Dugovača su sljedeće: φ = 43° 53' 10'' N i λ = 15° 32' 10'' E, a nadmorska visina na kojoj se nalazi župna crkva sv. Antuna Padovanskog iznosi 50 m. n.m. Drage administrativno pripadaju općini Pakoštane.
Prema dostupnim povijesnim izvorima moguće je konstatirati da su Drage utemeljene na prijelazu s XVIII. na XIX.st., a svakako prije tridesetih godina XIX.st. Naime, tada se bilo pristupilo izradi katastarskih mapa našeg područja koje su dovršene 1840.g. i na njima su Drage ucrtane. Isto tako, prema službenim statističkim podacima poznato je da su Drage 1857.g. bile obuhvaćene popisom stanovništva. S druge strane, prema Grimanijevim mapama, koje su objavljene u prvoj polovici XVIII.st. na prostoru Draga postoje određeni posjedi, međutim, istima nije dodijeljen atribut naselja. Stoga je realno zaključiti da su Drage osnovane oko 1800. godine.
Drage su utemeljene od strane Pakoštanaca, te su se osim od crkvenih i od svjetovne vlasti, zapravo, smatrale dijelom naselja Pakoštana. O tome svjedoče dostupni statistički podaci i drugi povijesni izvori, koji vrlo rijetko čine distinkciju između Pakoštana i Draga. Odvojeno od Pakoštana, Drage se počinju sagledavati tek u prvoj polovici XX.st., a konačno utemeljenjem župe sv. Antuna Padovanskog 1978. godine.
Drage su bile naseljene još u prapovijesti o čemu svjedoče ostaci liburnskog naselja na brdu Čelinka iznad današnjeg mjesta (iz željeznog doba). Na prostoru Draga postoje ostaci još dviju liburnskih gradina koje su smještene na vrhovima Vele i Male Kurele. Međutim, one nisu služile za stanovanje, već su imale obrambenu svrhu. Kontinuitet naseljenosti može se pratiti i u antici. To je moguće zaključiti na osnovu nalaza iz tog razdoblja. Postoji nalaz (otkriven 1954.g.) s nekoliko grobova. U jednom grobu uz kostur pronađena je i fibula. Fibula, odnosno spona završava konjskom glavom. Kroz starohrvatsko razdoblje ne nailazimo na arheološke potvrde da je na prostoru Draga bilo naselja. Postoji određena mogućnost da su neka od naselja koja su pripadala zablatskoj podžupaniji (županije Sidrage) bila na području današnjeg naselja i to Pilatova Draga i Gladuše (spominju se u jednom dokumentu od 15. prosinca 1521.g.). Ipak, to nije moguće tvrditi.
Drage karakterizira svojevrsna rastresita urbanizacija, po čemu je to naselje specifično u širem okruženju. Naime, naselje čini više jezgri koje su prostorno relativno dosta udaljene jedna od druge. Prema službenim, odnosno statističkim podacima o broju stanovnika, Drage su 1857.g. imale 48, 1900.g. 219, 1948.g. 512. 1991.g. 758 i 2011.g. 893 stanovnika. Ti se podaci u određenoj mjeri razlikuju od podataka iz crkvenih matičnih knjiga.
Drage se danas intenzivno razvijaju i postaju sve značajnije turističko mjesto. Dok su se nekada Dragari najviše bavili zemljoradnjom, stočarstvom i ribarstvom, dotle danas prevladavaju ugostiteljstvo i obrtništvo. S obzirom na značajna ulaganja i unapređenje komunalne infrastrukture, Drage sve više podižu razinu urbanizacije i tako postaju sredina za ugodno življenje.